# Francisco Xavier da Cruz
Francisco Xavier da Cruz (B.Leza ou Beléza) foi um músico de Cabo Verde.
Natural do Mindelo, B.Leza inovou a morna ao utilizar frequentemente os acordes de passagem, (chamados de meio-tom brasileiro na gíria dos músicos cabo-verdianos), antes pouco usados nesse género musical.
O seu estilo e a sua obra, que começaram a ter sucesso na década de 1950, marcaram a música de Cabo Verde nos vinte anos seguintes. Compôs dezenas de mornas, entre as quais se destacam Eclipse, Miss Perfumado, Resposta de Segredo Cu Mar e Lua Nha Testemunha, que, diz a lenda, foi composta no leito do hospital, dias antes da sua morte a 14 de Junho de 1958.
- Diz também a lenda que muitas pessoas iam ter com o mestre B.Leza para lhe pedir uma morna para a pessoa amada, para uma serenata ou para assinalar um acontecimento. Em questão de dias, B.Leza tinha a obra feita. Moacyr Rodrigues escreve que “influenciado pela música brasileira e argentina – B.Leza – vai enriquecer não só a música com a introdução do meio-tom mas também a letra pelo desenvolvimento de ideias”.

## Biografia
Francisco da Cruz nasceu em Mindelo na ilha de São Vicente. B. Leza foi inovado na morna e utilizou frequentemente os cabos de passagem (conhecido como o  meio-tom brasileiro , o jargão usado pelos músicos cabo-verdianos).
Ele escreveu vários poemas que apareceram na revisão da revista Claridade. O seu estilo e o seu trabalho, que começou a ter sucesso nos anos 50, marcaram a música cabo-verdiana durante os próximos vinte anos. Ele compôs dezenas de mornas, uma delas intitulada Eclipse, Miss Perfumado, Resposta de Segredo Cu Mar e Lua Nha Testemunha, A lenda tinha sido composta em uma cama de hospital poucos dias antes de sua morte em 14 de julho de 1958
Em 1958, um ano antes de sua morte, BeLeza foi apresentado em uma rodada com o Atum Académica da Coimbra, que aconteceu na ilha de São Vicente.

## Obras
Para a cultura cabo-verdiana, B.Leza legou também vários livros.
- Uma partícula da Lira Cabo-Verdiana (1933) contém 10 mornas da sua autoria e um texto em que explana as suas ideias sobre a música cabo-verdiana.
- Flores Murchas (1938), poesias.
- Fragmentos – Retalhos de um poema perdido no naufrago da vida (1948), poesias.
- Razão da amizade cabo-verdiana pela Inglaterra (1950).

1. ↑  «Bana, "Nha terra" (Cape Verde, 1965)». Biographic article by Edward Davis. Afro Cuban Latin Jazz. 28 de abril de 2012. Consultado em 27 de junho de 2012. Arquivado do original em 27 de novembro de 2012